# Listă de avioane experimentale
Această pagină, continuu îmbunătățibilă, este o listă de avioane, care la vremea lor, erau aeronave experimentale.

## 1910
- Coandă - 1910